# Duncan McNaughton

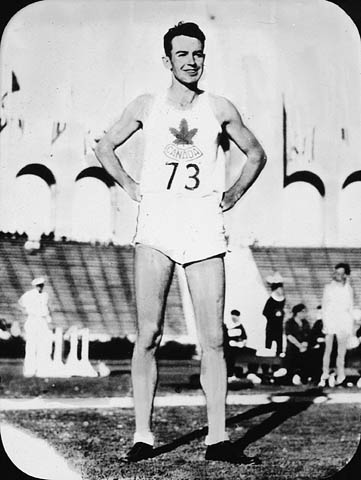
Duncan McNaughton 1932

Duncan Anderson McNaughton (* 7. Dezember 1910 in Cornwall, Ontario; † 15. Januar 1998 in Austin, Texas) war ein kanadischer Leichtathlet. Bei einer Körpergröße von 1,93 m betrug sein Wettkampfgewicht 80 kg.
Bei den Olympischen Spielen 1932 in Los Angeles wurde er Olympiasieger im Hochsprung. Seine Siegeshöhe betrug 1,97 m.  Er war damit der einzige Kanadier, der eine olympische Goldmedaille im Hochsprung gewann.